# John Rosenberger
Pour les articles homonymes, voir Rosenberger.
John Rosenberger, né le 30 novembre 1918 à Richmond Hill et mort le 24 janvier 1977, est un auteur de comics américain.

## Biographie
John Rosenberger naît en 1918. Après des études à l'Institut Pratt, il dessine pour de nombreux éditeurs (Dell Comics et Lev Gleason Publications entre autres) dans les années 1940. Dans les années 1960 et 1970 il dessine de nombreuses aventures de Superman. Il travaille aussi pour Archie Comics où il crée en collaboration avec Robert Bernstein le personnage de The Jaguar. Il meurt en 1977.